# Godegisel
Godegisel (latinisiert auch Godegisclus, häufig auch Godigisel; * 443; † 501) war ein Fürst und König der Burgunden in der Spätantike.

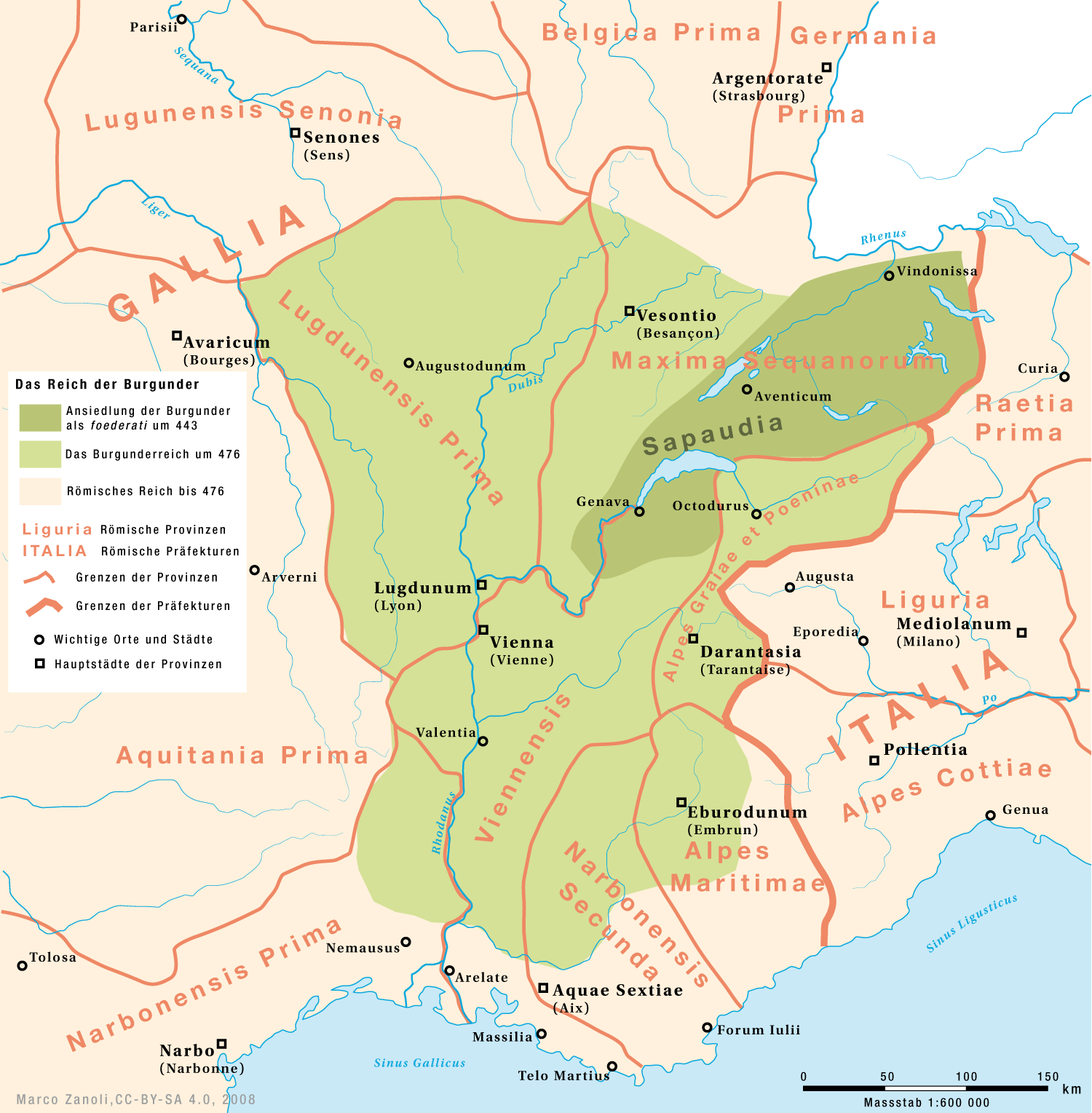
Das Burgunderreich zur Zeit Godegisels

Godegisel war ein Sohn König Gundiochs und damit Bruder Gundobads, Godomars I. und Chilperichs II. Nach dem Tod Gundiochs um 473 scheinen sich zunächst vor allem Gundobad und Chilperich I., ein Bruder Gundiochs und damit Onkel Godegisels, die Macht geteilt zu haben. Godomar und Chilperich II. scheinen um 475/476 verstorben zu sein, Chilperich I. starb um 480 kinderlos, sodass fortan Gundobad (der älteste der Brüder) und Godegisel als Könige der Burgunden amtierten.
Godegisel, der wohl Arianer war, scheint als König seinen Herrschaftssitz in Genf gehabt zu haben. Dort erreichte ihn jedenfalls 494 eine Gesandtschaft des Bischofs Epiphanius von Pavia.
Godegisel war der Erzieher und Onkel von Chrodechild, der Frau Chlodwigs I. Er versuchte durch ein Abkommen mit Chlodwig, Herrscher über ganz Burgund zu werden und seinen Bruder Gundobad zu beseitigen. Chlodwig ging unter Zusage von jährlichen Tributen und Gebietsabtretungen auf diesen Handel ein und im Jahre 500 besiegten sie Gundobad in Dijon. Gundobad konnte jedoch nach Avignon fliehen und 501 die Gebiete vermutlich mit westgotischer Hilfe zurückerobern. Er besiegte und ermordete daraufhin Godegisel in Vienne und ersetzte ihn durch seinen Sohn Sigismund.